# Ромеро, Исаак
Исаа́к Роме́ро Берна́ль (исп. Isaac Romero Bernal; 16 апреля 2000, Лебриха, Испания) — испанский футболист, нападающий клуба «Севилья».

## Клубная карьера
12 января 2024 года Ромеро дебютировал за основную команду «Севильи» в матче Чемпионата Испании против клуба «Алавес». 16 января 2024 года в матче Кубка Испании против «Хетафе» Исаак забил свой дебютный гол за «Севилью» на 48-й минуте матча, а уже на 55-й минуте оформил дубль, который вывел команду в следующую стадию.